# Федерация волейбола Турции
Федерация волейбола Турции (TVF) (в турецком: Türkiye Voleybol Federasyonu) является руководящим органом по волейболу и пляжному волейболу в Турции. Образована в 1958 году, базируется в Анкаре. Федерация волейбола Турции является членом Международной федерации волейбола (FIVB) и Европейской Конфедерации волейбола (CEV). Президент Федерации - Mehmet Akif Ustundag (с 21 ноября 2016).

## Волейбол

### Соревнования

#### Национальные
Существует три лиги по волейболу и Кубок Турции среди мужских и женских команд.
Мужские лиги
- Acıbadem Men's Volleyball League (12 команд)
- Мужская волейбольная вторая лига (24 команды в двух группах)
- Мужская волейбольная третья лига (36 команд в четырех группах)
- Лига юниоров по волейболу

Мужские кубки
- Teledünya Men's Volleyball Cup
- Суперкубок

Женские лиги
- Султанлар-Лига (12 команд)
- Женская волейбольная вторая лига (24 команды в двух группах)
- Женская волейбольная третья лига (36 команд в четырех группах)
- Лига юниоров по волейболу

Женские кубки
- Teledünya Women's Volleyball Cup
- Суперкубок

#### Международные соревнования
Турецкие клубы и сборные принимают участие на Олимпийских играх, Средиземноморских играх, Балканских играх, а также мировых и европейских событиях:
Мужские
Национальные сборные
Мужские
- Мужской Чемпионат Европы по волейболу - домашние: (1967, 2009)
- Мужская Европейская волейбольная Лига - домашние: (2006, 2008, 2012, 2013)

02 ! (2012)
03 ! (2008, 2010)
Юниорская сборная
- Мужской Юниорский Чемпионат Европы по волейболу - домашний: (1994)

Детские турниры
- Boys' Youth European Volleyball Championship

Клубы
- Лига Чемпионов

03 ! (1979-80 Eczacıbaşı)
02 ! (2013-14 Халкбанк)
- Кубок ЕКВ мужчины

01 ! (2012-13 Халкбанк)
- Мужской Кубок вызова

01 ! (2008-09 Аркас, 2013-14 Фенербахче Грундиг)
02 ! (1996-97 Представителями Компании Netaş, 2010-11 Аркас)
Женские
Национальные сборные
Женские
- FIVB Women's Volleyball World Championship
- FIVB World Grand Prix

03 ! (2012)
- Women's European Volleyball Championship - домашние: (1967, 2003)

02 ! (2003),
03 ! (2011)
- European Volleyball League - домашние: (2009, 2010, 2011)

02 ! (2009, 2011)
03 ! (2010)
Юношеская сборная
- Women's Junior European Volleyball Championship - домашние: (1996, 2012)

01 ! (2012)
03 ! (2008)
Детские турниры
- Girls Youth Volleyball World Championship - Hosted: (2011)

01 ! (2011)
02 ! (2007)
- Girls' Youth European Volleyball Championship - Hosted: (2011)

01 ! (2011)
03 ! (2013)
- European Youth Olympic Festival

01 ! (2009)
03 ! (2007, 2011)
Клубы
- FIVB Volleyball Women's Club World Championship

01 ! (2010 Fenerbahçe, 2013 Vakıfbank, 2015 Eczacıbaşı)
02 ! (2011 Vakıfbank)
03 ! (2012 Fenerbahçe)
- CEV Women's Champions League

01 ! (2010-11 Vakıfbank, 2011-12 Fenerbahçe, 2012-13 Vakıfbank, 2014-15 Eczacıbaşı)
02 ! (1979-80 Eczacıbaşı, 1997-98 Vakıfbank, 1998-99 Vakıfbank, 2009-10 Fenerbahçe, 2013-14 Vakıfbank)
03 ! (1999-20 Eczacıbaşı, 2010-11 Fenerbahçe, 2014-15 Vakıfbank)
- Women's CEV Cup

01 ! (1998-99 Eczacıbaşı, 2003-04 Vakıfbank, 2013-14 Fenerbahçe)
02 ! (2011-12 Galatasaray, 2012-13 Fenerbahçe, 2015-16 Galatasaray)
- Women's Challenge Cup

01 ! (2007-08 Vakıfbank, 2014-15 Bursa BBSK)
02 ! (1992-93 Eczacıbaşı, 1995-96 Emlakbank, 2013-2014 Beşiktaş, 2015-16 Trabzon İdmanocağı 2018-2019 Aydın Büyükşehir Belediyespor)

### Национальные сборные
Федерация формирует мужскую и женскую национальные сборные, которые принимают участие в международных мероприятиях.
- Мужская сборная по волейболу
- Женская сборная волейболу
- Женская юниорская сборная по волейболу
- Команда молодежная сборная девочек по волейболу

## Пляжный волейбол
- Мужская Лига пляжного волейбола (8 команд)
- Женская Лига пляжного волейбола (5 команд)

## Объекты
Федерация владеет TVF 50th Anniversary Sport Hall и TVF Burhan Felek Sport Hall в Ускударе и Стамбуле и Başkent Volleyball Hall в Анкаре.
В 2009 году она создала TVF Fine Arts and Sports High School (Turkish: TVF Güzel Sanatlar ve Spor Lisesi) - спортивную школу в Анкаре для развития талантливой молодежи и спортсменов, особенно в волейболе.

## Внешние ссылки
- Турецкая Федерация волейбола официальный сайт (тур.)(тур.)